# El Obispo
El Obispo är en ort i Mexiko.   Den ligger i kommunen Victoria och delstaten Guanajuato, i den centrala delen av landet, 240 km norr om huvudstaden Mexico City. El Obispo ligger 2 307 meter över havet och antalet invånare är 132.
Terrängen runt El Obispo är kuperad västerut, men österut är den bergig. El Obispo ligger uppe på en höjd. Runt El Obispo är det glesbefolkat, med 12 invånare per kvadratkilometer. Närmaste större samhälle är Xichú, 15,7 km sydost om El Obispo. Omgivningarna runt El Obispo är i huvudsak ett öppet busklandskap.